# Ugine
Ugine é uma comuna francesa na região administrativa de Auvérnia-Ródano-Alpes, no departamento da Saboia. Estende-se por uma área de 57.36 km². Em 2010 a comuna tinha 7 364 habitantes (densidade: 128,4 hab./km²).